# Kayan Berd

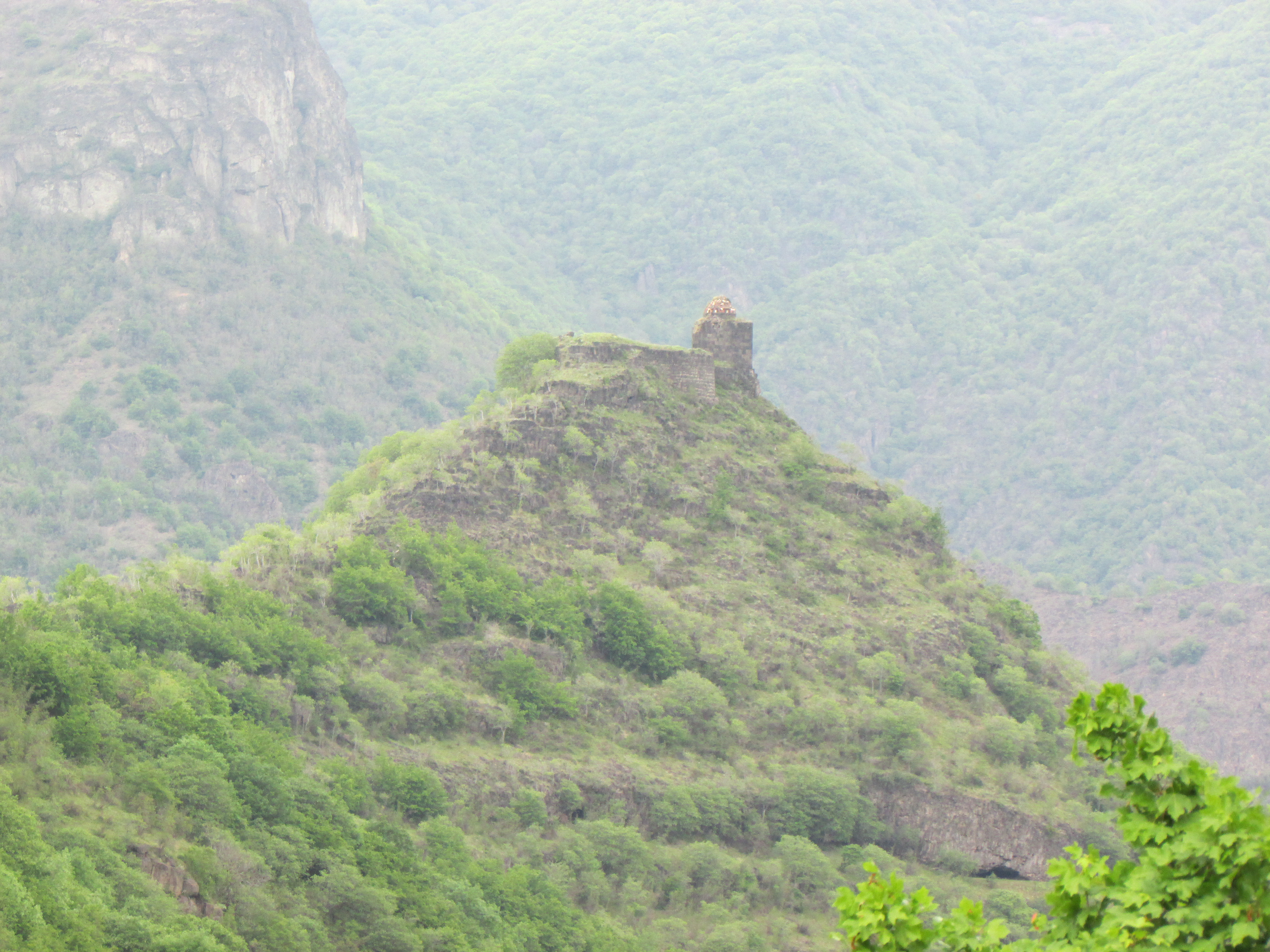
Kayan Berd

Kayan Berd (auch Kayanberd oder Dsevank, armenisch Կայանբերդ oder Դսեվանք) ist eine Festung und ein ehemaliges Kloster der Armenischen Apostolischen Kirche in der Provinz Lori im Norden Armeniens.

## Lage
Die Festung liegt zwischen den Klöstern Haghpat und Sanahin. Dort wurde die Kayan Berd an strategisch günstiger Stelle am Ende eines Bergrückens zwischen zwei Canyons oberhalb des Flusses Debed gebaut.

## Baubeschreibung
Das genaue Baujahr der Festung ist unbekannt. Möglicherweise ließ König Ashot II. Yerkat sie bereits im 10. Jahrhundert errichten. Die Festung ist weitgehend zerstört. Der Mauerring umschließt ein dreieckiges Areal und war mit halbrunden Verteidigungstürmen versehen. Im Inneren des Areals blieben die Kirche Surb Astvatzatzin ((armenisch Սուրբ Աստվածածին, „Heilige Muttergottes“), westarmenisch Surp Asdwadsadsin, andere Umschriften Surp Astvatsatsin, Surb Astuacacin) von Dsevank. Sie wurde aus schwarzem Tuffstein gebaut. Ihre blaurotweiße Kuppel wurde bei einem Erdbeben im Jahre 1827 beschädigt. Die Kuppel wurde in der rechten Ecke der Festung erbaut., mit der sie sich eine Außenwand teilt. Zu sehen sind zudem zahlreiche Ruinen von Häusern, Zisternen und Wasserleitungen aus Ton erhalten. Im dazugehörigen Dorf gibt ein Grabfeld aus der frühen Eisenzeit.

## Geschichte
In der Mitte des 11. Jahrhunderts war Haghpat das religiöse Zentrum von Lori und konkurrierte mit dem Bruderkloster Sanahin. Nach Angaben des mittelalterlichen Historikers Kirakos Gandzaketsi ließ der Erzbischof von Haghpat, Hovhannes, die Festung im Jahre 1233 als Kloster mit massiven Verteidigungsmauern auf Sanahiner Boden erbauen. Er entstammte der aus der georgisch-armenischen Zakariden-Dynastie und war ein Sohn der Schwester der armenischen Fürsten Zakare und Ivane Zakarian. Die Anlage erhielt zunächst den Namen Kloster Surb Nshan. Surp Nschan (armenisch heiliges Zeichen) ist ein Heiligenname. Die Bezeichnungen Dsevank und Kayan Berd oder Kayanberd sind jüngeren Ursprungs.
Die Lage auf Sanahiner Boden führte zu einem Konflikt zwischen beiden Klöstern. Nach dem Tod des Bischofs ließen die Tataren die Mauern des Klosters im Jahre 1241 niederreißen. Danach wurde sie wieder hergerichtet und Ende des 14. Jahrhunderts von Truppen des Timur zerstört. Danach wurde sie nicht wieder aufgebaut.